# Timssjön
Timssjön är en sjö i Ovanåkers kommun i Hälsingland och ingår i Ljusnans huvudavrinningsområde. Sjön är 6 meter djup, har en yta på 0,626 kvadratkilometer och befinner sig 171 meter över havet. Sjön avvattnas av vattendraget Ullångsån (Kyaån).
Sjön ligger cirka 12 km nordväst om samhället Edsbyn. Utloppet går till Kyeån som förbinder Timsjön med Björktjärn. Inloppet kommer från Fullströmmen som är utlopp från sjön Fullen.

## Delavrinningsområde
Timssjön ingår i delavrinningsområde (681134-149604) som SMHI kallar för Inloppet i Ullungen. Medelhöjden är 230 meter över havet och ytan är 24,33 kvadratkilometer. Räknas de 11 avrinningsområdena uppströms in blir den ackumulerade arean 128,49 kvadratkilometer. Ullångsån (Kyaån) som avvattnar avrinningsområdet har biflödesordning 3, vilket innebär att vattnet flödar genom totalt 3 vattendrag innan det når havet efter 93 kilometer. Avrinningsområdet består mestadels av skog (69 procent) och jordbruk (11 procent). Avrinningsområdet har 1,07 kvadratkilometer vattenytor vilket ger det en sjöprocent på 4,4 procent.